# スブィスラヴァ・スヴャトポルコヴナ
スブィスラヴァ・スヴャトポルコヴナ（ロシア語: Сбыслава Святополковна、ポーランド語: Zbysława kijowska：「キエフのスブィスラヴァ」の意、1085年 - 1090年頃生、1109年 - 1114年頃没）は、キエフ大公スヴャトポルク2世の娘であり、ポーランド大公ボレスワフ3世の妻となった人物である。

## 生涯
スブィスラヴァの母は、おそらくプシェミスル朝出身の女性である。『原初年代記』の1102年の項には、スブィスラヴァがボレスワフとの結婚のためにポーランドへ送られたことが言及されている。それは夫となるボレスワフが、異母兄弟のズビグニェフとの闘争において、キエフ（とハンガリー）からの支援を求めたことに関連した結婚だった。婚礼は1102年から1103年にかけての冬に行われた。
スブィスラヴァはボレスワフとの間に3人の子を産んだ。すなわち、1105年にヴワディスワフ（後のポーランド公ヴワディスワフ2世）、次いで1108年にスタニスワフ（青年期に死亡）、1111年にマリヤ（1124年にムーロム公フセヴォロド・ダヴィドヴィチと結婚）の3人である。
スブィスラヴァの死亡した年に関する史料はない。夫のボレスワフは1115年に2人目の妻であるサロメア(ru)と再婚しており、スブィスラヴァは遅くとも1114年には死亡していたとみなされている。